# Szteklin (jezioro)
Szteklin, rzadziej zwane Steklin oraz Steklno – jezioro na Kociewiu, połączone wąskim przesmykiem z Jeziorem Borzechowskim, położone w województwie pomorskim, w powiecie starogardzkim, w gminie Zblewo, ok. 13 km na południowy zachód od Starogardu Gdańskiego, na obrzeżach wsi Szteklin.
Powierzchnia całkowita 48,3 ha, głębokość maksymalna 16 m.